# Якоб Алт
Якоб Алт, на немски Jakob Alt, роден на 27. септември 1789 г. във Франкфурт на Майн, починал на 30. септември 1872 г. във Виена е немско-австрийски художник пейзажист, график и литограф

## Живот
Якоб Алт, син на франкфуртския дърводелец Йохан Леонхарт Алт (1735 – 1798) и на Барбара Алт, родена Хорст, (починала 1808 г.) получава първоначалното си художествено образование в родния си град при художника миниатюрист Йохан Петер Беер (1782 – 1851) и при неговия баща Йохан Фридрих Беер (1741 – 1804).
През 1810 г. се мести във Виена, но противно на по-ранни свидетелства не следва във Виенската художествена академия, а бързо създава семейство със своята хазяйка и по-късно съпруга – Мария Анна Шалер. Смята се, че, за да печели за прехраната, той участва в изготвянето на новия тираж на градски ведути на литографа Карл Шютц (Carl Schütz).
Издателството за музика, картография и изкуство „Артария“ във Виена го натоварва с първата самостоятелна поръчка, а именно да изготви „Художествени и забележителни изгледи на различните провинции на австрийската монархия и на съседните държави“, която се появява между 1813 – 1820 г. Така Алт се изгражда и образова самостоятелно като пейзажист.
След това, до 1822 г., той работи заедно с Йохан Кристоф Ерхард, Якоб Гауерман и Йохан Адам Клайн над оцветени рисунки с молив за албума „Художествено пътешествие из най-хубавите алпийски области на австрийската империя“. След 1822 г. работи над албума „Дунав- изгледи от устието до вливането в Черно море. Рисувани от натура и литографирани от Якоб Алт“.
Албумът съдържа 264 нарисувани до 1826 г. рисунки, които Алт сам прехвърля в новата техника на литографията. Успоредно с това той започва през 1823 – 24 г. работа над „най-превъзходните изгледи от наследство на Залцкамергут и нейните околности в Горна Австрия“, при което все повече му помага синът му, Рудолф. Работата е завършена през 1833 г.
През 1828 г. и 1833 г. Якоб Алт обхожда два пъти Горна Италия и за известно време се задържа в Рим.
В по-късните си години Алт прави литографии на много ведути на сина си Рудолф, а иначе работи предимно като акварел, от около 1833 за тъй наречените Guckkastenbilder – картини за магическа кутия за кайзер Фердинанд І, като прави 302 голямоформатни изгледи на най-хубавите места на австрийската монархия и от съседните провинции. До абдикацията на кайзера 1848 г. Якоб и Рудолф Алт правят 170 картини. „За разглеждане на тези картини кайзерът използва кутия с вдлъбнато огледало. От задната страна на тази кутия картините бивали слагани и осветявани.“
Якоб Алт е баща и първи учител на първородния си син Рудолф и на почти десет години по-малкия Франц Алт, които са участвали в рисуването на пейзажите на Алт баща, преди да да започнат да работят самостоятелно.
Благодарение на Якоб Алт и на сина му Рудолф фон Алт изкуството на акварела преживява разцвет. Пейзажите и градските изгледи са нарисувани с детайлна точност, но и предават атмосферата на града.
Якоб Алт е погребан в почтен гроб на Централните Виенски гробища.
Големият хербарий на Якоб Алт понастоящем се намира в Музея на провинция Долна Австрия.

## Линкове
- Бележка за Якоб Алт в базата данни на провинция Долна Австрия в Музея на Долна Австрия
- Творби от и за Якоб Алт на Zeno.org.
- Якоб Алт във форума Austria-Forum

|  | Тази страница частично или изцяло представлява превод на страницата Jakob Alt в Уикипедия на немски. Оригиналният текст, както и този превод, са защитени от Лиценза „Криейтив Комънс – Признание – Споделяне на споделеното“, а за съдържание, създадено преди юни 2009 година – от Лиценза за свободна документация на ГНУ. Прегледайте историята на редакциите на оригиналната страница, както и на преводната страница, за да видите списъка на съавторите. ВАЖНО: Този шаблон се отнася единствено до авторските права върху съдържанието на статията. Добавянето му не отменя изискването да се посочват конкретни източници на твърденията, които да бъдат благонадеждни. |